# Havergal Brian
William « Havergal » Brian (né le 29 janvier 1876 à Dresden, aujourd'hui faisant partie de Stoke-on-Trent dans le Staffordshire et mort le 28 novembre 1972 à Shoreham-by-Sea dans le Sussex de l'Ouest) est un compositeur et critique musical britannique.
Outre des œuvres de musique de chambre ou vocales, il est l'auteur de 32 symphonies. Il a également composé des opéras.
Comme critique musical, Brian cultive un style vif et acerbe qui n'est pas sans rappeler celui de George Bernard Shaw.

## Biographie
Havergal Brian naît dans une famille d'ouvriers potiers, au 35 Ricardo Street, à Dresden. Il est l'aîné de sept enfants dont quatre moururent en bas âge. Il commence sa formation dans le chœur de l'église Saint James de Longton, où il reçoit aussi l'enseignement de Theophilus Hemming pour l'orgue. Il quitte l'école à douze ans pour le poste d’assistant organiste. Se familiarisant avec les grandes œuvres chorales, il apprend aussi le violon, le violoncelle et le piano, jouant dans des petits orchestres locaux pour les soirées dansantes. Son frère Henry Havergal était lui aussi organiste d'église.
Baptisé William, il change son nom pour Havergal à vingt ans lorsqu'il cherche un poste. William Henry Havergal (en) (1793–1870) est collecteur d’hymnes victoriens et sa femme, Frances Ridley, une poétesse ; c'est en hommage à cette famille qu'il prend ce nom.
En 1896, l'audition de la Neuvième de Beethoven et de la cantate King Olaf d'Elgar décide de sa carrière. Après différents petits métiers – menuisier, commis de bureau, acheteur de bois – malgré ses origines ouvrières et sa mauvaise formation, il décide de devenir musicien professionnel : il veut jouer et composer. Il s'essaie d'abord à de nombreuses mélodies. Puis viennent les projets plus ambitieux avec chœur et l'orchestre.
Le 3 avril 1899, il se marie avec Alice Priestley. Ils ont cinq enfants : leur premier enfant, Sterndale Harold Benedict Brian (appelé plus tard Sterndale Bennett), naît en octobre et le second en 1901, nommé Hector William Brian, en hommage à Hector Berlioz. Il meurt l'année suivante de tuberculose. En septembre 1902, naît une fille, Margery Isabelle Brian. En décembre 1903, George Halford Brian, nommé en hommage au chef d'orchestre de Birmingham, George Halford (en). Enfin en 1907, naît Dennis Brian.

### Débuts

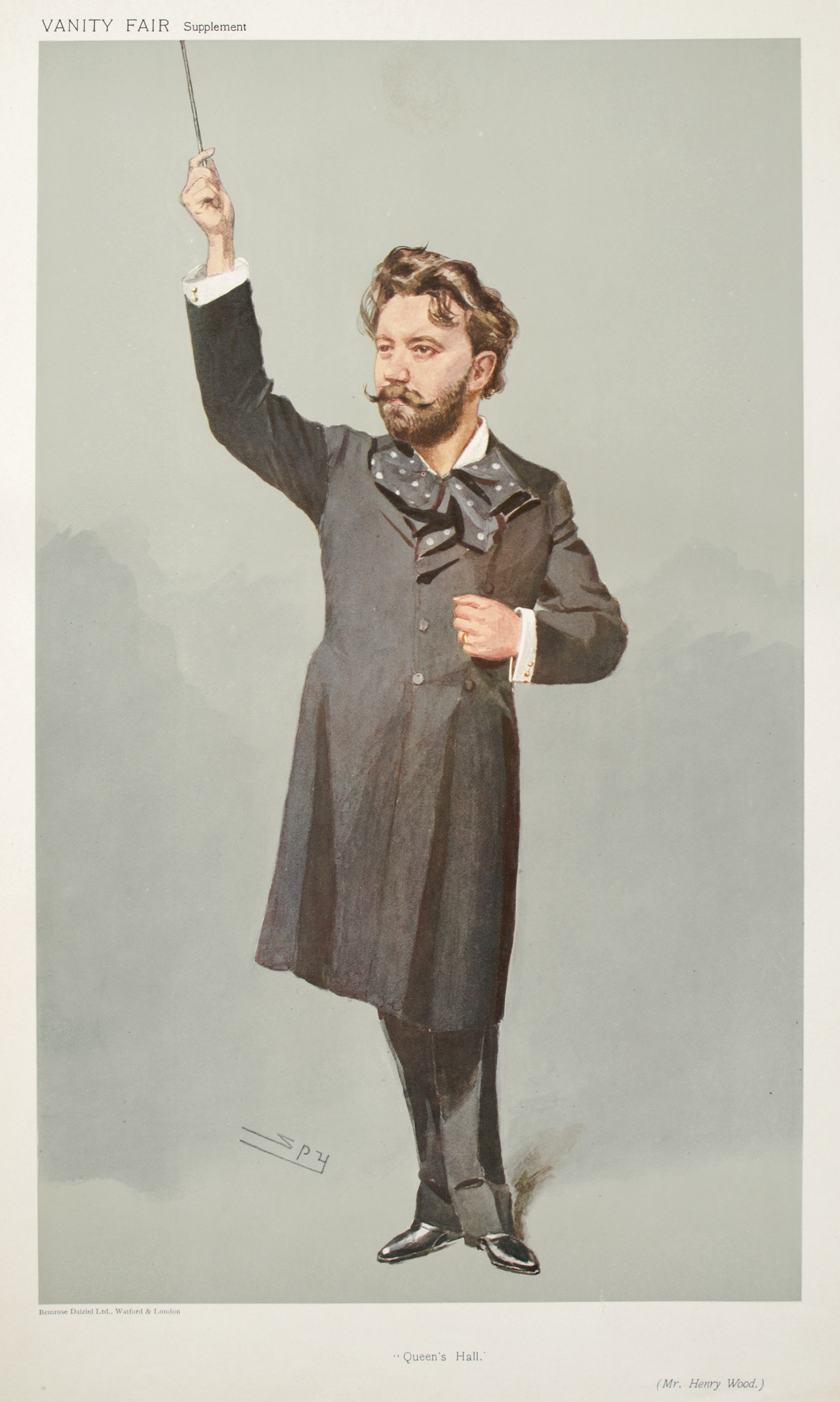
Henry Wood dans Vanity Fair du 17 avril 1907

Dès 1905, il reçoit des encouragements d'Elgar, pour son Psaume 23, et de George Halford, et écrit les premières œuvres que nous connaissons. En 1907, Brian voit un tournant décisif dans sa carrière de compositeur lorsqu'Henry Wood donne les premières interprétations de deux œuvres pour orchestre, English Suite (1904) et For Valour, lors des Proms de Londres (12 septembre et 8 octobre 1907). Il devient l'une des figures de la jeune génération de compositeurs britanniques.
Herbert Minton Robinson, un riche industriel de la poterie de Stoke-on-Trent, lui offre de le soutenir pour qu'il puisse se consacrer entièrement à la musique, entre 1909 et 1913. Il se lie aussi avec les compositeurs ou les chefs d'orchestre tels Frederick Delius, Thomas Beecham – For valour à Birmingham, en février 1912 –, Henry Wood – Dr Merryheart (1912) à Londres, en octobre 1913 –, Ernest Newman et Granville Bantock, qui devient un indéfectible ami et promoteur de Brian. Ils font connaissance à l'occasion de la création de l'oratorio de Bantock, Omar Khayyam, en octobre 1906, à Birmingham.
Parallèlement, ses premières œuvres vocales et pour orchestre sont publiées par Breitkopf & Härtel, et il commence son activité de critique. D'abord pour The Musical World entre 1905 et 1908, puis pour des journaux de Staffordshire ainsi que pour The Musical Times.
Londres
Après un désastreux premier mariage, Brian s'installe à Londres en 1913, laissant femme et enfants derrière lui.
Pendant la Première Guerre mondiale, il est volontaire, mais il est congédié de l'armée en mai 1915 pour raison de « pieds plats ». Il est alors envoyé en France pour y inventorier les effets des troupes canadiennes tuées. Cette expérience nourrit son œuvre par l'opéra satirique The Tigers (1917–19). Il en écrit lui-même le livret, et le ton est entre le music-hall et l'ironie brechtienne.
Avant d'entreprendre l'orchestration complète de son opéra, Brian conçoit la composition d'une nouvelle symphonie. Toutefois, en 1921, il extrait six épisodes symphoniques et les orchestre pour une exécution indépendante qui a lieu à Bournemouth le 28 février 1924 sous la direction de Dan Godfrey, puis une autre le 4 mai, lors du festival.
La Symphonie Gothique (1919–27)
Sa Symphonie no 1, dite Gothique, en deux parties et six mouvements, est la plus longue du répertoire (115 minutes de durée), mais seuls les trois premiers mouvements (35 minutes de musique) sont purement instrumentaux ; la seconde partie est un colossal Te Deum pour chœurs, orchestre et orgue. Aussi, l'œuvre s'apparente plus à un oratorio, un peu à la manière de la 8e symphonie de Gustav Mahler.
La symphonie gothique est composée sur une période de huit années. Mais pour l'auteur, « cette œuvre a été en mon cœur toute ma vie, et elle renferme naturellement tous ceux qui m'ont été très chers, qui m'ont aidé et façonné ».
Malgré le résultat démesuré, Havergal Brian affirma à son ami Harold Truscott, compositeur et écrivain, qu'il voulait condenser l'œuvre dans une vingtaine de mesures, fruit d'un flash intense du créateur. Elle unit deux projets : l'un sur le Faust de Goethe, l'autre un Te Deum plus profane que religieux. Selon Reginald Nettel, le compositeur n'a rien moins que voulu décrire  « La grandeur de l'univers et la place de l'homme dans celui-ci ». La partition porte en exergue deux vers du poète allemand, extrait de la dernière scène :

« Celui qui cherche de toutes ses forces,
Celui-là on peut le racheter. »

La forme de la symphonie est issue en ligne directe de la dernière symphonie de Beethoven, incorporant le chœur à la construction. Concernant l'instrumentation, elle regarde du côté du Requiem de Berlioz. En entier, elle est un hommage à la musique que le compositeur a aimée. Le sous-titre est dans l'esprit de Brian, un regard sur l'architecture flamboyante des cathédrales gothiques d'Europe du Nord dont les romantiques exaltaient la beauté et la période de développement du savoir humain, tel l'ambitieux Faust.
L'orchestre comprend un total de 210 instrumentistes, avec une foule d'instruments peu communs, notamment : hautbois d'amour, hautbois basse, cor de basset, clarinette contrebasse, cornets, trompette basse ou euphonium, ce qui multiplie les apports de timbres et accroît la palette sonore. Les cuivres sont subdivisés en quatre fanfares. Le total dépasse les 750 exécutants.
La symphonie, dans sa seconde partie surtout, renferme une sorte de « somme » sur l'orchestration, les timbres, les styles musicaux de la musique occidentale « allant des évocations du chant grégorien et de la musique d’église élisabéthaine à l’atonalité et (dans le Judex crederis) aux vibrants accords en clusters. » Ce Choral sonne en effet comme du Ligeti. Les instrumentistes sont très sollicités, et un solo de xylophone dans le troisième mouvement est qualifié d' « étude d’exécution transcendante ». De même que les parties de chœur, d'une écriture très chromatique, sont subdivisés en vingt parties.
L'œuvre est dédiée à Richard Strauss, à qui il vouait une constante admiration. Il la qualifia de « magnifique » après avoir lu la partition. En 1928, Brian propose la première partie au concours en l'honneur du centenaire de Schubert.
Pendant l'Entre-deux-guerres, il est surtout critique, notamment pour le Musical Opinion à la fin des années 1920, où il soutient la nouvelle musique très activement. En 1925, il enseigne au Royal College of Music.
De son second mariage avec Hilda Mary Hayward, naît Elfreda Brian en décembre 1928. Le couple ne se marie qu'en juin 1933.
Pendant la Seconde Guerre mondiale, il travaille à l'intendance et reste dans la fonction publique en tant que greffier, jusqu'à sa retraite en 1948.

### Retraite prolifique

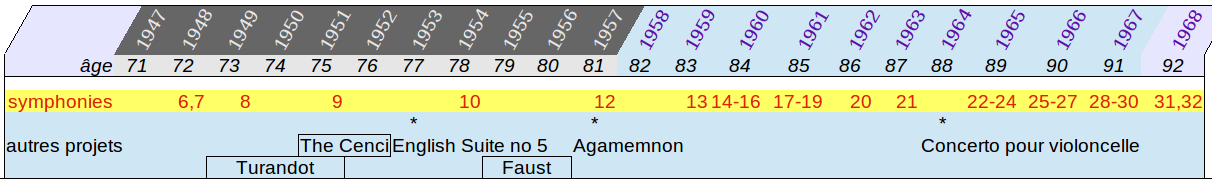
Chronologie des compositions de Havergal Brian sur la période 1947-1968.

Le compositeur Sir Granville Bantock, ardent défenseur de sa musique jusqu'à sa mort en 1946, se trouve relayé lorsque Brian rencontre, en mai 1954, un producteur de la BBC (et compositeur), Robert Simpson, qui fera une œuvre de promotion considérable, favorisant les compositions nouvelles et les produisant pour la BBC. C'est après le second conflit mondial que le musicien aborde sa période la plus créative, ne composant pas moins de vingt-sept symphonies et quatre opéras passé ses soixante-dix ans. La première œuvre créée par la BBC est la 8e symphonie, les 1er et 2 février 1954, sous la direction de Sir Adrian Boult. La première interprétation de la Symphonie gothique par un orchestre professionnel a lieu le 30 octobre 1966, toujours sous la direction de Boult, au Royal Albert Hall, pour son quatre-vingt-dixième anniversaire.
En 1958, il s'installe à Shoreham dans le Sussex. Havergal Brian y meurt des suites d'une chute, à deux mois de son quatre-vingt-dix-septième anniversaire, le 28 novembre 1972. Il avait mis la double barre de mesure finale à la trente-deuxième symphonie en octobre 1968, et comme beaucoup de ses œuvres, il n'avait jamais pu l'entendre sonner ailleurs que dans sa tête. En 1972, sa fille Elfreda était décédée : il lui dédie rétrospectivement sa 2e symphonie.
Hommages
En 1962, Robert Simpson dédie à Havergal Brian sa Troisième Symphonie.
En 1974 est fondée la société Havergal Brian, qui se charge de promouvoir la diffusion de l'œuvre.

## Style
Havergal Brian a développé son style musical en partant des romantiques tardifs.
Au contraire de l'idée courante (sans doute à cause de la Symphonie gothique), les effectifs ou la durée des œuvres ne sont en rien hors-norme, et Brian utilise des effectifs traditionnels.

## Catalogue des œuvres

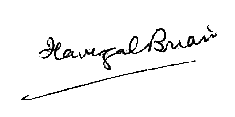
Havergal Brian, signature (1966).

Le catalogue de Havergal Brian est essentiellement composé d'œuvres pour orchestre (symphonies, pièces symphoniques, concertos) et pour la voix (opéras, mélodies, chœur et cantates), auxquelles s'ajoutent quelques pièces pour clavier.
Jusqu'en 1907, Brian a donné des numéros d'opus (1 à 15), dont les numéros 2, 4, 8, 11, ainsi qu'une mélodie de l'opus 13 (d/2) ont été perdus, ou détruits par l'auteur ; et ce, comme presque toutes les œuvres antérieures à 1906, et beaucoup jusqu'en 1948 environ. Figurent notamment dans les partitions perdues, outre une foule de mélodies, une ouverture « Buster Keaton » (années 1920) probablement inachevée, des pièces pour ensemble de cuivres parmi lesquelles Fanfare, extrait de son The Grotesques (titre primitif de The Tigers), un premier concerto pour violon (1934), le drame lyrique (cantate) Prometheus unbound d'après Shelley (daté de la période 1937–44) et deux opéras : Dierdre of the Sorrows d'après J. M. Synge (vers 1947) et Oedipus Coloneus d'après Sophocle (1967).

### Clavier

#### Piano
- Double Fugue pour piano en mi bémol majeur
- Trois Illuminations pour piano (1916). Création, Londres 12 avril 1935 par John Tobin.

1. I. The boys and the pastille
2. II. The butterfly's waltz
3. III. Venus and a bobby

- Quatre Miniatures pour piano (1919–20). Création, Londres 18 décembre 1934 par Meyer Rosenstein.

Les numéros 2 et 4 sont les parties de piano de mélodies éponymes.
1. I. Allegro (sol mineur)
2. II. Lento tranquillo e sempre rubato (si majeur). En-tête de la partition : « d'après le poème de William Blake The Land of Dreams ».
3. III. Andante e grazioso - Valse lento (mi majeur)
4. IV. Andantino tranquillo e sempre rubato. En-tête de la partition : « d'après le poème de William Blake The Birds ».

- Prélude et Fugue pour piano en ré majeur (1924)
- Prélude et Fugue pour piano en ut majeur (1924)
- Prélude John Dowland’s Fancy pour piano (1934)

#### Orgue
- For Valour
- Fantastic Variations on an Old Rhyme

### Musique de chambre
- Legend, pour violon et piano (c. 1919)

### Orchestre

#### Symphonies
En 1967, Brian renumérote l'ordre de ses symphonies. À l'époque ne sont connues que les cinq première symphonies (nos 2 à 6). L'ancienne portant le numéro un, intitulée A Fantastic Symphony (1907—08), dont il n'a conservé que deux mouvements – les premier et troisième –, laisse la place à la Symphonie gothique. Il écrit 22 symphonies entre l'âge de 80 et 92 ans.
- Symphonie no 1 The Gothic, en ré mineur (1919–27 - éd. 1932). Avec quatre solistes, quatre chœurs mixtes, chœurs d'enfants, cuivres en coulisses pour la partie 2. Durées : partie I, 35 minutes ; partie II, 1 heure 12 minutes. La partition est dédiée à Richard Strauss. Création le 24 juin 1961 par Bryan Fairfax et le 30 octobre 1966 avec Adrian Boult pour la BBC[6].
L'effectif requis pour l'orchestre est hors-norme et comprend, parmi les 210 instrumentistes, 17 percussionnistes, dont 6 timbaliers, 68 cuivres et 32 bois... Lors de l'interprétation des Proms de Londres en 2011 (cf. Enregistrement[7]), on comptait six cents chanteurs – considéré comme taille idéale par Martyn Brabbins, le chef d'orchestre.

1. Part I : I. Allegro Assai
2. II. Lento Espressivo e Solenne
3. III. Vivace
4. Part II : IV. Allegro Moderato (Te Deum Laudamus)
5. V. Adagio Molto Solenne E Religioso (Judex)
6. VI. Moderato e Molto Sostenuto (Te Ergo Quaesumus)

- Symphonie no 2, en mi mineur (juin 1930–6 avril 1931). Durée : 50 minutes[8]. Création, Brighton 19 mai 1973 par le Kensington Symphony Orchestra, dirigé par Leslie Head et à Londres le 27 mai 1973 par le Stoke Kensington Symphony Orchestra, dirigé par Leslie Head pour la diffusion sur la BBC.

1. I. Adagio solenne - Allegro assai
2. II. Andante sostenuto e molto espressivo
3. III. Allegro assai
4. IV. Lento Maestoso e mesto

- Symphonie no 3, en ut dièse mineur (18 avril 1931–28 mai 1932). Avec deux pianos solo. Durée : 56 minutes. Création Londres, 12 janvier 1974 par le New Philharmonia Orchestra, dirigé par Stanley Pope, avec Ronald Stevenson et David Wilde (pianos), pour la BBC. Création publique, Birmingham 17 mai 1987 par le chef d'orchestre Paul Venn.

1. I. Andante moderato e sempre sostenuto e marcato
2. II. Lento sempre marcato e rubato
3. III. Allegro vivace
4. IV. Lento solenne

- Symphonie no 4 « Das Siegeslied (Psalm of Victory) », pour soprano, double chœur et orchestre (1932–33). Le texte extrait du Psaume 68 est chanté en allemand. Durée : 48 minutes.

1. I. Maestoso
2. II. Lento
3. III. Allegro

- Symphonie no 5 « Wine of Summer » (1937). Avec baryton solo. Texte de Lord Douglas. Durée : 20 min
- Symphonie no 6 « Sinfonia tragica » (janvier-28 février 1948). Durée : 19 minutes. La symphonie est en un mouvement, mais articulée en trois sections toutes entremêlées ou attacca[9]. Création 16 janvier 1966, Orchestra of the Royal Opera House, dirigé par Douglas Robinson, pour la BBC.

1. Section un (prologue), Allegro ma non troppo
2. Section deux : partie 1 et partie 2, Lento
3. Section trois : partie 1 et partie 2 (épilogue), Allegro vivace

- Symphonie no 7, en ut majeur (mars-14 septembre 1948). Durée : 42 minutes. Création le 19 juin 1966 par le Royal Philharmonic Orchestra, dirigé par Harry Newstone pour la BBC[10].

1. I. Allegro moderato
2. II. Allegro maestoso ma moderato
3. III. Adagio – Allegro moderato – Adagio
4. IV. Epilogue : "Once upon a time" (Moderato)

- Symphonie no 8, en si bémol mineur (1949). Durée : 23 minutes.
Un seul mouvement, décomposé en 6 épisodes : Moderato – Allegro moderato sempre cantabile – Allegro moderato – Lento e molto teneramente – Passacaglia I – Passacaglia II.
- Symphonie no 9, en la mineur (1951). Durée : 28 minutes.

1. I. Adagio – Allegro moderato – Allegro vivo
2. II. Adagio
3. III. Allegro moderato

- Symphonie no 10 (1954). Durée : 19 minutes. Un seul mouvement.
- Symphonie no 11 (1954). Durée : 29 minutes[11].

1. I. Adagio
2. II. Allegro Giocoso
3. III. Maestoso e Pesante - Allegro Marcia

- Symphonie no 12 (1957). Durée : 12 minutes. Un seul mouvement.
- Symphonie no 13, en ut majeur (1959). Durée : 19 minutes. Un seul mouvement.
- Symphonie no 14, en fa mineur (1959–60). Durée : 24 minutes. Un seul mouvement.
- Symphonie no 15, en la majeur (1960). Durée : 21 minutes. Un seul mouvement.
- Symphonie no 16 (terminée le 8 août 1960). Durée : 23 minutes. Un seul mouvement. Création, Londres 1er avril 1973 par le Orchestre philharmonique de Londres, dirigé par Myer Fredman pour la BBC. Premier concert public : Londres, 5 août 1994 par le London Orchestra of St Cecilia, dirigé par James Kelleher.
- Symphonie no 17 (1960–61). Durée : 14 minutes.

1. I. Adagio - Allegro Moderato
2. II. Lento
3. III. Allegro con brio

- Symphonie no 18, en mi mineur (1961). Durée : 15 minutes.

1. I. Allegro Moderato
2. II. Adagio
3. III. Allegro e Marcato Sempre

- Symphonie no 19, en mi mineur (octobre 1961-5 novembre 1961). Durée : 19 minutes. Création 18 juin 1976 par le BBC Scottish Symphony Orchestra, dirigé par John Canarina, pour la BCC.

1. I. Allegro spiritoso e con anima a leggiero
2. II. Adagio - Allegretto
3. III. Con anima e giocoso

- Symphonie no 20, en ut dièse mineur (1962). Durée : 27 minutes.

1. I. Adagio - Allegro Agitato
2. II. Adagio ma non troppo, Cantabile e sostenuto
3. III. Allegro vivo

- Symphonie no 21, en mi bémol majeur (1963). Durée : 29 minutes.
- Symphonie no 22 « Symphonia brevis » (1964–65). Durée : 9 minutes.
- Symphonie no 23 (mars 1965-4 avril 1965). Durée : moins de 14 minutes. Création Galesburg les 4, 5 et 7 octobre 1973 par University of Illinois Symphony Orchestra, dirigé par Bernard Goodman.

1. I. Moderato - Allegro con anima
2. II. Adagio non troppo ma pesante

- Symphonie no 24, en ré majeur (1965). Durée : 18 minutes.
- Symphonie no 25, en la mineur (1965–1966). Durée : 25 minutes. Création le 18 juin 1976 par le BBC Scottish Symphony Orchestra, dirigé par John Canarina pour la BBC.

1. I. Allegro risoluto
2. II. Andante cantabile
3. III. Allegro ma non tanto

- Symphonie no 26 (1966). Durée : 17 minutes.
- Symphonie no 27, en ut mineur (1966). Durée : 22 minutes. Création, Londres le 9 janvier 1979 par le Orchestre Philharmonia, dirigé par Charles Mackerras pour la BBC.

1. I. Lento - Allegro giocoso e marcato sempre - Moderato
2. II. Lento ma non troppo
3. III. Allegro con anima

- Symphonie no 28, en ut majeur (1967). Durée : 14 minutes. Création le 7 juin 1973 par le New Philharmonia Orchestra, dirigé par Leopold Stokowski pour la BBC.
Conçu à l'origine pour être un Divertimento pour orchestre. C'est Brian lui-même qui avait émis qu'il serait heureux d'entendre une de ses symphonies jouée par Stokowski[12]. Robert Simpson avait envoyé au maestro un certain nombre de partitions encore jamais données et après lecture, le chef d'orchestre proposa cette vingt-huitième. Si la symphonie avait été composée par un musicien de 91 ans, le chef d'orchestre qui en dirigea la création avait lui aussi 91 ans.

1. I. Moderato
2. II. Grazioso e leggiero
3. III. Andante espressivo
4. IV. Allegro con brio - Allegro vivo - Adagio

- Symphonie no 29, en mi bémol majeur (1967). Durée : 19 minutes. Création en public à Stoke-on-Trent, le 17 novembre 1976 par le North Staffordshire Symphony Orchestra, dirigé par Nicholas Smith (enregistré par la BBC).

1. I. Adagio - Allegro
2. II. Lento cantabile sempre
3. III. Allegretto grazioso
4. IV. Adagio - Allegro molto - Adagio

- Symphonie no 30, en si bémol mineur (13 novembre 1967). Durée : 17 minutes. Création Londres, le 24 septembre 1976 par le New Philharmonia Orchestra, dirigé par Harry Newstone (enregistré par la BBC)[13].

1. I. Lento
2. II. Passacaglia

- Symphonie no 31 (16 avril 1968). Durée : 14 minutes. Un seul mouvement. Création le 9 janvier 1979 par le Philharmonia Orchestra, dirigé par Charles Mackerras pour la BBC.
- Symphonie no 32, en la bémol majeur (1968). Durée : 22 minutes.

1. I. Allegretto
2. II. Adagio
3. III. Allegro Ma Non Troppo
4. IV. Allegro Moderato

#### Autres œuvres
- Burlesque variations on an original theme, opus 3 (septembre 1903). Création en 1980.
L'œuvre, ni jouée ni publiée à l'époque des premiers concerts de 1907, avait été présumée perdue jusqu'en 1974, où le manuscrit a fait une réapparition à la vente chez un libraire londonien.

1. Thème (Andante, quasi Allegretto ma serioso)
2. Variation 1, Imitando
3. Variation 2, Tempesto
4. Variation 3, Elegy
5. Variation 4, Allegretto grazioso
6. Variation 5, Allegro resoluto
7. Variation 6, Adagio e Rubato e Mistico
8. Finale en forme d'ouverture

- For Valour, ouverture de concert opus 7 (1904 ; révision 1906)
- Fantastic Variations on an Old Rhyme (1907). Durée moyenne, 12 minutes. Création, à Brighton du 28 avril 1921 au 2 mai (dans une version réduite), par le Brighton Municipal Orchestra, dirigé par Henry Lyell-Tayler la première (l'œuvre fut jouée deux fois), puis par le compositeur.
Il s'agit du mouvement initial de A Fantastic Symphony, portant à l'origine le titre de la comptine utilisée comme thème : Humorous Legend on Three Blind Mice[14] Joseph Holbrooke avait déjà varié cette chanson de nourrice en 1900 (opus 37a).

1. I. Andante
2. II. Allegro molto
3. III. Con moto e espressione
4. IV. Allegro vivace
5. V. Lento

- Festal Dance (1908). Durée moyenne, 5 à 6 minutes. Création à Birmingham en décembre 1914 par Granville Bantock.
Il s'agit du troisième mouvement de A Fantastic Symphony[15].
- In Memoriam, poème symphonique (1910). Durée : moins de 20 minutes. Création à Édimbourg les 26 et 27 décembre 1921 par le Scottish Orchestra, dirigé par Sir Landon Ronald[16].

1. I. Introduction - First Scene
2. II. Second Scene
3. III. Third Scene

- Comedy Overture : Doctor Merryheart (1911–12)
- Comedy Overture : The Tinker's Wedding (1948). Inspiré de John Millington Synge (1907).
- Comedy Overture : The Jolly Miller (1962). Sur the Cheshire folk-song.

1. I. Allegro Vivo
2. II. Misterioso

- Psaume 23 (The Lord Is My Shepherd), pour ténor, chœur et orchestre, opus 9 (c. 1904 ; 1944–45). Création 10 mars 1973 pour la BBC Brighton par Stuart Holland (ténor), Brighton Festival Chorus, Leicestershire Schools Symphony Orchestra, dirigé par Laszlo Heltay.
- Six pièces symphoniques extraites de The Tigers (arrangé c. 1921–22). Durée moyenne, 55 minutes. Création à Bournemouth le 28 février 1924 sous la direction de Sir Dan Godfrey.
  - Symphonic Variations on « Has Anybody Here Seen Kelly? » (ext. du Prologue)
  - Symphonic dance :  Wild horsemen
  - Symphonic dance :  Green pastures (ext. acte 2)
  - Shadow dance (ext. prélude acte 3)
  - Symphonic dance :  Gargoyles (ext. acte 3)
  - Symphonic dance :  Lacryma (ext. acte 3)
- English Suite no 1, opus 12 (1902–04, pub. 1914, Breitkopf et Hartel). Création à Leeds le 12 janvier 1907 par le Leeds Municipal Orchestra dirigé par le compositeur. Puis donné par Boult aux Proms et Bantock à Liverpool notamment avant la guerre.
Les mouvements 2 et 3 sont issus d'une œuvre contemporaine intitulé Pantalon and Columbine, une romance pour petit orchestre, opus 2, qui a été perdue[17].

1. I. Characteristic march Tempi do marcia
2. II. Valse Andante – Tempo di valse (allegro) – Andantino
3. III. Under the beech tree – Andantino – Tempo di valse (allegro) – Tranquillo (andante)
4. IV. Interlude Allegro con anima – Pan Andante
5. V. Hymn Slow – Allegretto
6. VI. Carnival  Allegro molto (presto) – The Dancers Slower and graceful – Punch and Judy – The sleeping beauty Molto andante – Fat woman  With mock solemnity

- English Suite no 2 « Night Portraits » (1915 - perdue)
- English Suite no 3 (1919–21). Création Bournemouth le 16 mars 1922 par le Bournemouth Municipal Orchestra, dirigé par Sir Dan Godfrey.
L'inspiration pour cette suite est celle de la campagne du Sussex où Brian avait vécu. Brian avait écrit les trois premières pièces pour piano et semble avoir détruit cette partition d'origine.

1. I. Ancient village
2. II. Epithalamium
3. III. Postillions
4. IV. The stonebreaker
5. V. Merry peasant

- English Suite no 4 « Kindergarten » (partition non datée, Reginald Nettel la situe vers 1921–24). Durée moyenne, 12 ou 13 minutes. Création, Édimbourg le 5 juillet 1977 par le George Heriot’s School First Orchestra, dirigé par Martin Rutherford.
Brian s'inspire d'une vision du monde enfantin. Malcolm MacDonald y voit la contrepartie anglaise du Children’s Corner ou de La boite à joujoux de Debussy[18].

1. I. Thank you
2. II. Where is he?
3. III. Something or nothing
4. IV. The man with a gun
5. V. Jingle
6. VI. The lame duck
7. VII. Gentle bunny
8. VIII. Death of bunny
9. IX. Ashanti battle song

- English Suite no 5 « Rustic Scenes » (12-27 juin 1953). Durée moyenne, 22 minutes. Création 1977 pour l'enregistrement, dirigé par Eric Pinkett.
Le second mouvement est réservé aux cordes seules et peut être joué indépendamment.

1. I. Trotting To Market
2. II. Reverie
3. III. The Restless Stream
4. IV. Village Revels

- Preludio tragico, extrait de The Cenci (1951–52)
- Elegy, poème symphonique (11 mai-7 juin 1954 ; orch. début août). Durée moyenne, 13 à 14 minutes. Création le 17 février 1977 par le Guidhall School of Music and Drama Symphony Orchestra, dirigé par Brian Wright.
Brian avait nommé A song of sorrow : une sorte de « symphonie sans numéro[19] ». Puis en novembre 1970, il se décide pour Elegy. Un seul mouvement[20].
- 3 Pièces de Turandot (1962–63)
Il s'agit bien sûr de l'opéra de Brian, dont Malcolm MacDonald a aussi tiré une suite plus ample de six morceaux en 1975. La création le 27 mai 1995 par le chef d'orchestre James Kelleher, présentait l'intégralité des neuf pièces : les trois de Brian lui-même et les six de MacDonald.

1. I. (Andante moderato)
2. II. (Allegro molto)
3. III. (Allegro vivo)

- Concerto pour orchestre, en mi bémol majeur (1964). Durée : environ 15 minutes. Création, Leeds le 12 avril 1975 par le College of Music Symphony Orchestra, dirigé par Joseph Stones[21].
L'effectif instrumental, outre les cordes, est pour bois et cuivres par deux ou trois et percussions. L'œuvre est en un seul mouvement.
- Legend : Ave atque vale[22] (31 mai 1968). Durée moyenne : 7 à 8 minutes. Création pour la BBC mais non diffusé, enregistrement effectué le 1er avril 1973 par le Orchestre philharmonique de Londres, dirigé par Myer Fredman. Création publique, Orange (24 octobre 2008 par Orange County High School for the Arts Symphony Orchestra, dirigé par Christopher Russell.

##### Ensemble de cuivres
- Festival fanfare (1967). Durée : moins de 2 minutes.

### Concertos
- Concerto pour violon, en ut majeur (novembre 1934–8 juin 1935). Durée : environ 38 minutes. Création le 20 juin 1969 par Ralph Holmes (violon), New Philharmonia Orchestra, dirigé par Stanley Pope, pour la BBC. La création en public n'a lieu que dix ans plus tard.
Primitivement désigné comme no 2 et sous-titré The Heroic, Brian a ensuite, en raison de la perte ou de la destruction du premier, coupé ces indications et laissé Concerto pour violon en ut majeur.

1. I. Allegro Moderato
2. II. Lento
3. III. Allegro con Fuoco

- Concerto pour violoncelle (13 avril 1964). Durée : environ 22 minutes. Trois mouvements sans titres. Création, le 5 février 1971 par Thomas Igloi (violoncelle), Polyphonia Orchestra, dirigé par Sir Adrian Boult pour la BBC.
- For Valour, pour orgue et orchestre (1902, rev. 1906)

### Mélodies
Brian a composé plus de cent mélodies pour voix et piano, dont beaucoup ont été perdues :
- The Birds, pour alto ou baryton et piano (1919). Texte de William Blake.
- The Land of Dreams, pour voix et piano. Texte de William Blake extrait de Miscellaneous Poems and Fragments.
- The Defiled Sanctuary, pour voix et piano. Texte de William Blake.
- When Icicles Hang by the Wall, pour voix et piano (1919). Sur un texte de William Shakespeare, extrait de Love’s Labour's Lost.
- Take, O Take Those Lips Away, pour voix et piano (1919–21). Sur un texte de William Shakespeare, extrait de Measure for Measure.
- 3 mélodies pour voix d'alto ou baryton et piano, opus 6 (1904–06)
  - Farewell. Texte de Reginald Heber.
  - Sorrow song. Texte de Samuel Daniel.
  - The Message. texte de John Donne.
- 7 mélodies pour ténor et mezzo-soprano, opus 13 (1906 ; numéro 1 rev. 1972)
  - Little Sleeper (opus 13a). D'après Soliloquy Upon a Dead Child de Gerald Cumberland, pseudonyme de Charles Frederick Kenyon (1879-1926) d'après Hafez de Chiraz.
  - Day and night. Texte de Cumberland.
  - If I could speak. Texte de Cumberland.
  - When I lie ill. Texte de Cumberland.
  - A Faery Song, pour mezzo-soprano et piano (opus 13c, 1906). sur un texte de William Butler Yeats.
  - Tell me, thou soul of her I love (opus 13d/1, 1906). Sur un texte de Thomson.
  - Twilight opus 13d/2 (1906 - perdue ou détruite)
- Care-Charmer Sleep, pour voix et piano (1919). Texte de Samuel Daniel.
- Since Love is Dead, pour voix et piano (c. 1922–23). Texte de Fred G. Bowles.
- The Soul of Steel, pour voix et piano (1920–21). Texte de Christopher M. Masterman.
- Why Dost Thou Wound and Break My Heart?, pour ténor et piano (1910). Texte de Robert Herrick
- On Parting, pour voix et piano (1918). Texte de Temple Keble.
- Lady Ellayne, pour voix et piano (1918–19). Texte de Temple Keble.
- Renunciation, pour voix et piano (1918–19). Texte de Temple Keble.
- When the sun goes down, pour voix et piano (1918). Texte de Temple Keble.
- Love is a Merry Game, pour voix et piano (1918). Texte de Temple Keble.
- Piping Down the Valleys Wild, pour voix et piano (1914). Texte de William Blake, extrait des Songs of Innocence and Experience.

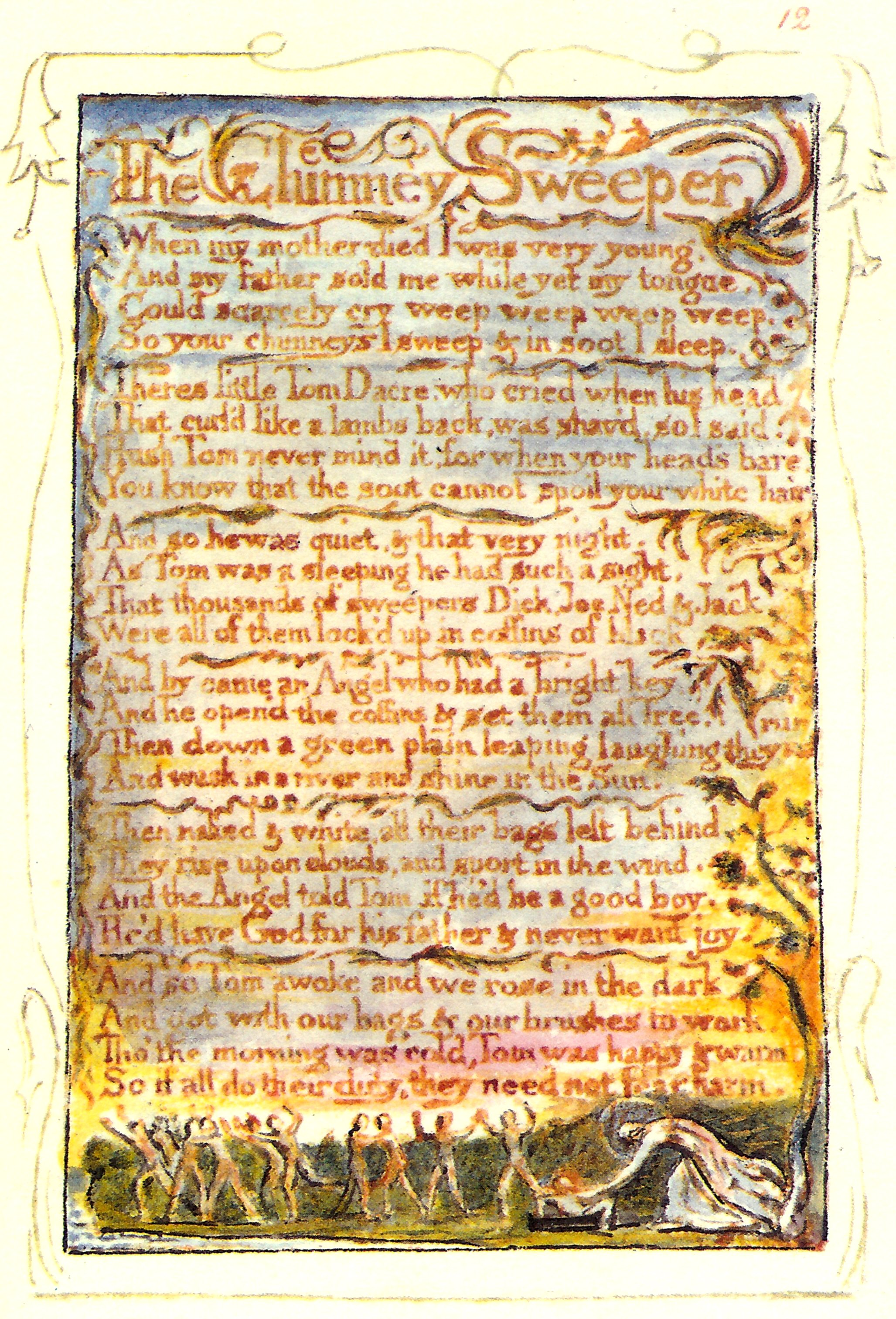
The Chimney Sweeper de William Blake (Manuscrit, 1789)

- The Chimney Sweeper, pour voix et piano (1914). Texte de William Blake, extrait des Songs of Innocence and of Experience.
- The Mountain and the Squirrel, pour voix d'enfants et piano (1914). Texte de Ralph Waldo Emerson.
- The Lost Doll, pour voix et piano (1914). Texte de Charles Kingsley.
- What Does Little Birdie Say, pour voix et piano (1914). Poème de Lord Tennyson, Sea dreams, extrait de Enoch Arden, and Other Poems.

### Chœurs et cantates
- Stars of a summer night, chant pour chœur à huit voix, opus 1 (1905). Sur un texte de Longfellow.
- Deux mélodies sur des textes de Robert Herrick, pour chœur (1911–12) :
  - Requiem For The Rose
  - The Hag
- Canons à quatre voix, sur des textes de Hannah More (1745–1833) :
  - O happiness, Celestial Fair (1924)
  - Shall I Then be Spared? (1924)
  - Sweet Solitude (1924)
- Tell me, Thou Soul of Her I love opus 13d, à quatre voix mixtes (1906). Sur un texte de James Thomson.
- Shall I compare thee to a summer’s day? opus 5, à quatre voix mixtes (1903). Sur un texte de William Shakespeare, Sonnet no 18.
- Blow, blow thou winter wind, à quatre voix mixtes (1925). Sur un texte de William Shakespeare, extrait de As You Like It.

#### Cantates
À part les parties des symphonies une, quatre et cinq, qui comprennent de larges emploi du chœur, les œuvres perdues sont très nombreuses. Restent deux cantates.
- Prometheus Unbound, drame lyrique sur le texte de P.B. Shelley, pour voix solistes, double chœur et orchestre (1937–44 - la partition orchestrée a été perdue). Brian n'a utilisé que l'acte un du drame poétique de Shelley.

### Opéras
Brian considérait que le meilleur de lui-même était dans ses opéras. Pourtant aucun de ces cinq opéras ne furent présentés à la scène. Seuls des morceaux symphoniques extraits de The Tigers, The Cenci et Agamemnon ont pu être entendu en concert ou pour la radio.
- The Tigers, Opéra burlesque en un prologue et 3 actes (1917–19 ; orchestration 1928–29 ; réorchestration du prologue en 1969). Livret de Brian. Création, Londres 3–8 janvier 1983 par la BBC.
Malcolm MacDonald décrit l'œuvre comme « un mélange de grosse farce, satires sur l'autorité militaire et en général, pure fantaisie, rêve symboliste, mélodrame, théâtre de l'absurde et une anarchie à la Marx Brothers jouée sur fond de catastrophe mondiale[24]. ». Le titre primitif était The grotesques[25].
- Turandot, Prinzessin von China, ein tragikomisches Märchen [conte tragi-comique] en 3 actes, d'après Carlo Gozzi dans la traduction de Schiller (1802) (1949–51)
Brian présente la pièce en allemand. Le livret de Gozzi a été traité de nombreuses fois et a inspiré, outre l'opéra éponyme de Puccini, L'Amour des trois oranges de Prokofiev et König Hirsch de Hans Werner Henze.
- The Cenci, opéra en 8 scènes, d'après P.B. Shelley (1819) (1951–52). Création de concert, Londres le 12 décembre 1997 par le Millennium Sinfonia dirigé par James Kelleher - David Wilson-Johnson (le Comte), Helen Field (Beatrice), Justin Lavender, Nicholas Buxton, Jeffrey Carl.
Grand admirateur de Shelley, dont il avait déjà mis en musique le Prometheus Unbound, Brian choisi une pièce au caractère sulfureux, au thème d'inceste et de parricide, situé au XVIe. Beatrice, la fille maltraitée, organisée l'assassinat de son père avec la complicité de Lucrèce, sa belle-mère, et Giacomo, son frère. Elle a été exécutée sur ordre du pape. Des cinq actes de la pièce de Shelley, Brian condense l'action dramatique en huit scènes.
- Faust, opéra en un prologue et 4 actes, d'après Goethe (1955–56). Création du prologue, 9 mars 1979 pour la BBC.
- Agamemnon, opéra en un acte d'après Eschyle dans la traduction de J.S. Blackie et ajouts de Brian (1957). Création, Londres le 28 janvier 1971.

#### Opéras perdus ou à l'état d'ébauche
- The Maiden and the Flower-Garden, opérette pour enfants d'après G. Cumberland (1914 - perdu)
- Deirdre of the Sorrows, d'après la pièce (1910) de J.M. Synge (vers 1947 - projet)
- Œdipus Coloneus d'après Sophocle dans la traduction de G. Young (1967 - brouillons perdus)

## Discographie
- Concerto pour violon - Ralph Holmes (violon), New Philharmonia Orchestra, dir. Stanley Pope (1er juin 1969 - LP Aries LP-1607, CD Klassic Haus KHCD 2012-061)
- Symphonies nos 7*, 8, 9 et 31*, Tinker's Wedding (Comedy Overture)* - Royal Liverpool Philharmonic Orchestra, dir. Charles Mackerras* et Charles Groves (25-26 juillet 1977, 3-4 mai 1987* - 2 CD EMI CDM 7 69890 2, EMI 575782-2)
- Symphonie no 2 - BBC Symphony Orchestra, dir. Sir Charles Mackerras 9 mars 1979 - Aries LP 1631[26], CD Klassic Haus KHCD-2013-001)
- Symphonie no 3 - Andrew Ball, Julian Jacobsen (pianos), BBC Symphony Orchestra, dir. Lionel Friend (27-28 octobre 1988 - Hyperion CDH55029)
- Symphonie no 1, Gothic - Eva Jenisová (soprano), Dagmar Pecková (alto), Vladimir Doležal (ténor), Peter Mikulás (basse), Chœur Slovaque de l'Opéra, Chœur Slovaque traditionnel, Chœur de Lucnica, Chœur de Bratislava, Chœur d'enfants de la radio de Bratislava, Chœur des jeunes Echo, Chœur et Orchestre Philharmonique Slovaque, Orchestre Symphonique de la radio Tchécoslovaque de Bratislava, dir. Ondrej Lenár (29-31 mars, 16-22 octobre 1989, 2CD Marco Polo 8.223280-1 / Naxos 8.557418-19)[27],[28]
- Symphonies nos 4 et 12 - Orchestre Symphonique de la Radio Slovak, dir. Adrian Leaper (3-8 et 10-11 février 1992, Marco-Polo 8.223447 / Naxos 8.570308)
- Symphonies nos 11* et 15, For Valour, Doctor Merryheart* (Ouvertures) - Orchestre Symphonique National d'Irlande, dir. Tony Rowe et Adrian Leaper* (6 septembre 1993, 27 mai 1997* - Marco-Polo 8.223588)
- Symphonies nos 20 et 25, Fantastic Variations on an Old Rhyme - Orchestre Symphonique d'Ukraine, dir. Andrew Penny (28-30 octobre 1994, Marco-Polo 8.223731 / Naxos 8.572641)
- Symphonie no 28 - New Philharmonia Orchestra, dir. Leopold Stokowski (7 juin 1973 - LP Aries LP-1607[29], CD Klassic Haus KHCD 2012-061)
- Symphonies nos 17 et 32, For Valour, Festal Dance - National Symphony Orchestra of Ireland, dir. Adrian Leaper (1992 - Marco-Polo 8.223481, Naxos 8.572020)
- Symphonie no 1 - The Bach Choir, Brighton Festival Chorus, Côr Caerdydd, Cbso Youth Chorus, Huddersfield Choral Society, London Symphony Chorus, Southend Boys’ And Girls’ Choirs, BBC Concert Orchestra, BBC National Chorus Of Wales, Bbc National Orchestra Of Wales, dir. Martyn Brabbins (« Proms » 17 juillet 2011 - 2CD Hyperion CDA67971/2[30])
- Symphonies nos 7 et 16 - Orchestre symphonique de nouvelle Russie, dir. Alexander Walker (2019, SACD Naxos)